# 아지 기옌
오스왈도 호세 "아지" 기옌 바리오스(스페인어: Oswaldo José "Ozzie" Guillén Barrios, 1964년 1월 20일 ~ )는 베네수엘라의 전 프로야구 선수이자 감독이다. 그는 1985년부터 2000년까지 메이저 리그 베이스볼에서 주로 시카고 화이트삭스와 함께 16개의 시즌을 위하여 유격수로 활약하였다. 그 시간 동안 그는 "올해의 아메리칸 리그 루키" 상과 또한 골드 글러브상을 수상하였다. 그는 자신의 시대의 최고 방어적 유격수들 중의 하나로 숙고되었다. 기옌은 후에 2004년부터 2011년까지 화이트삭스를, 그러고나서 2012년 마이애미 말린스를 감독하였다.
선수로서 기옌은 자신의 열정, 속도, 허슬, 강렬과 수비 능력들과 경기를 위한 자신의 격렬한 애정으로 존경을 받았다. 2005년 그가 화이트삭스를 88년 만에 그들의 우승으로 이끌었을 때 기옌은 월드 시리즈를 우승하는 데 메이저 리그 역사상 첫 라티노 감독이 되었다.

## 선수 경력

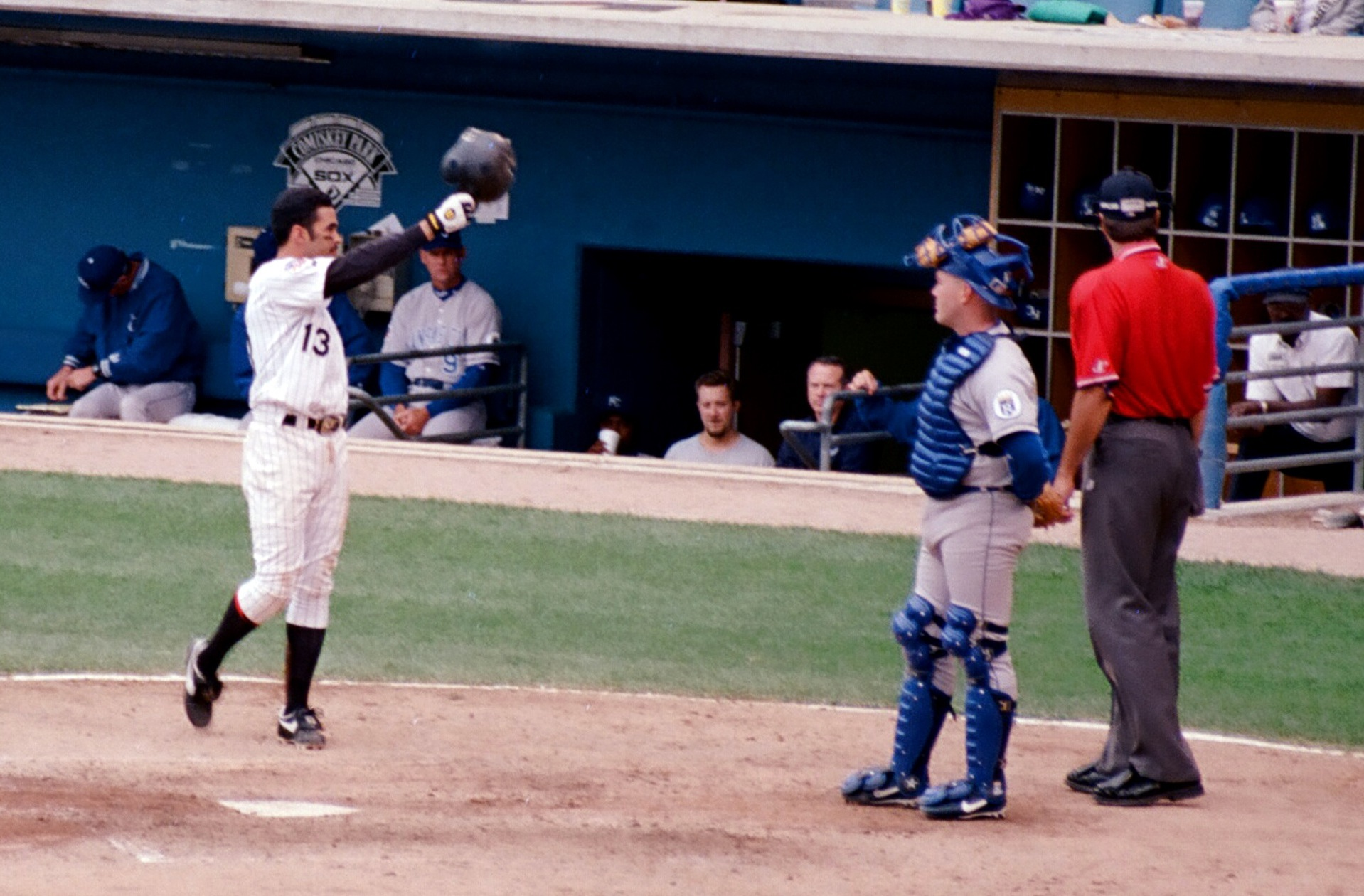
1997년 9월 28일 시카고 화이트삭스 선수로서 자신의 마지막 타수가 있기 전에 기옌이 코미스키 파크 관중에게 그의 헬멧을 팁하는 모습

기옌은 치코 카라스켈, 루이스 아파리시오 (둘 다 화이트삭스 선수들), 데이브 콘셉시온과 오마르 비스켈 (화이트삭스를 위한 만능 보결 선수로서 기옌을 위하여 활약)을 포함한 베네수엘라의 유격수들의 선으로부터 나타난 가벼운 타격과 빠른 손의 유격수였다. 그는 원래 1980년 샌디에고 파드리스에 의하여 자유 계약 선수로서 계약이 맺어졌다. 1984년 12월 그는 라마 호이트를 위한 교환에서 팀 롤라, 빌 롱과 루이스 살라사르와 함께 8명 선수 이적의 일부로서 시카고 화이트삭스로 이적되었다.
1985년 기옌은 아메리칸 리그 올해의 루키 상과 스포팅 뉴스 올해의 루키 상을 둘다 받아 수비 타이틀을 얻는 데 메이저 리그 역사상 3번째 만의 신인 유격수가 되었다. 그는 8월 2일 뉴욕 양키스를 상대로 경기에서 논증이 되면서 자신의 대담하고 공격적인 스타일로 알려졌다. 11번째 이닝에서 5 대 5로 비긴 경기와 함께 기옌은 2개의 아웃 1루타를 치고, 그러고 나서 2루를 도루하는 데 속행하였다. 다음 타자가 내야 안타를 타구했을 때 기옌은 자신이 3루를 돌면서 전혀 망설이지 않았으며 양키스를 당혹케 하였고 경기를 우승하는 득점을 매겼다.
1989년 기옌은 두번이나 공감추기의 희생자였다. 처음은 1루에서 득점자였던 기옌이 자신의 리드를 잡고나서 투수로부터 던저진 터치아웃에 본루로 돌아가는 데 뛰어들어야 했을 때 그렉 브록이 그를 태그했던 6월 23일에 있었다. 브록은 투수에게 도로 공을 던지는 대신 잡았고, 기옌이 일어나는 데 그의 손을 본루에서 떼었을 때 브록이 그를 태그하였다. 8월 5일 데이브 버그먼이 똑같은 플레이를 만들어 던지기를 따라간 공을 잡았다. 기옌은 던지기를 꺾는 데 또다시 본루로 뛰어들어갔고, 일어서는 데 자신이 본루에서 손을 떼었을 때 버그먼은 그를 보지 않고 타구 헬멧의 정상에 그를 태그하였다.
1992년 4월 21일 기옌은 외야수 팀 레인스와 충돌에서 심한 무릎 부상을 당하였다. 부상은 그가 거의 전체 시즌을 놓치는 원인을 일으켰고, 이어서 자신의 경력의 나머지를 위하여 자신의 도루는 물론 수비 범위를 축소하였다. 공격적으로 자신의 가장 생산적인 시즌과 함께 기옌은 1993년 회복하여 화이트삭스가 아메리칸 리그 서부 타이틀을 우승하면서 .280 타구 평균, 그리고 4개의 홈런과 50개의 타점과 함께 경력 사상 기록을 게시하였다. 그해 아메리칸 리그 챔피언십 시리즈에서 화이트삭스가 토론토 블루제이스에 의하여 꺾이면서 패한 노력에 그는 .273 점을 타구하고 4개의 득점을 매겼다.
1997년 10월 화이트삭스와 13개의 시즌 후에 기옌은 자유 계약 선수 지위를 승인받고 볼티모어 오리올스를 위하여 활약하는 데 계약을 맺었다. 1998년 5월 오리올스는 그를 내보냈고, 만능 보결 내야수로서 애틀랜타 브레이브스와 계약을 맺었다. 브레이브스가 경기와 시리즈를 우승하러 가면서 각자에게 9개의 득점에서 점수를 동점매긴 시리즈의 6번째 경기에서 10번째 이닝, 대타 1루타와 함께 그는 브레이브스가 뉴욕 메츠를 상대로 1999년 내셔널 리그 챔피언십 시리즈를 우승하는 도움을 주었다. 선수로서 기옌의 단 하나의 월드 시리즈 출연에서 브레이브스는 결국적으로 양키스에게 패하였다. 2000년 탬파베이 데빌 레이스와 함께 1년을 활약한 후, 그는 36세의 나이에 시즌의 말기에서 선수로서 은퇴하였다.

### 경력 통계
16년간 메이저 리그 경력에서 기옌은 1,993개의 경기들에서 활약하였고, 28개의 홈런, 619개의 타점과 .287의 출루율과 더불어 .264의 경력 타구 평군을 위하여 6,686개의 타수에서 1,764개의 안타를 모았다. 기옌은 1998년, 1990년과 1991년 3회의 올스타였고, 1990년 골드글러브 상을 수상하였다. 그는 레인지 팩터에서 두번이나 아메리칸 리그 유격수들을 지도하였으며 보살에서 한번, 그리고 수비율에서 한번이었다. 기옌의 .974 수비율은 루이스 아파리시오와 데이브 콘셉시온 둘다를 앞서 메이저 리그 유격수들 중에 그를 전체 40위에 놓았다. 그가 아메리칸 리그에서 최고 수비 유격수들 중의 하나로 숙고되었던 동안 기옌은 토니 페르난데스, 칼 립켄 주니어와 후에 오마르 비스켈의 것과 함께 동시에 일어난 자신의 선수 경력 때분에 가끔 포스트시즌 수비상들에서 감시되었다. 기옌의 1990년 시즌 상을 제외하고 이 트리오는 1986년부터 2001년까지 유격수를 위한 모든 아메리칸 리그 골드글러브 상을 수상할 것이었다. 기옌은 활약한 경기, 안타와 타수에서 화이트삭스 사상 지도적 선수들 중에 랭킹으로 들어왔다. 타자로서 그는 자유로운 스윙어로 알려졌고, 메이저 리그 역사상 한 볼넷에 가장 높은 타수 비율들 중의 하나를 게시하였고, 또한 자신이 활약한 많은 세월 동안 최고 퍼센티지에 가장 낮은 것들 중의 하나를 가졌다. 기옌은 티부로네스 델 라 구아이라와 함께 자신의 전체 베네수엘라 프로페셔널 베이스볼 리그 경력을 활약하였다.

## 감독 경력

### 시카고 화이트삭스

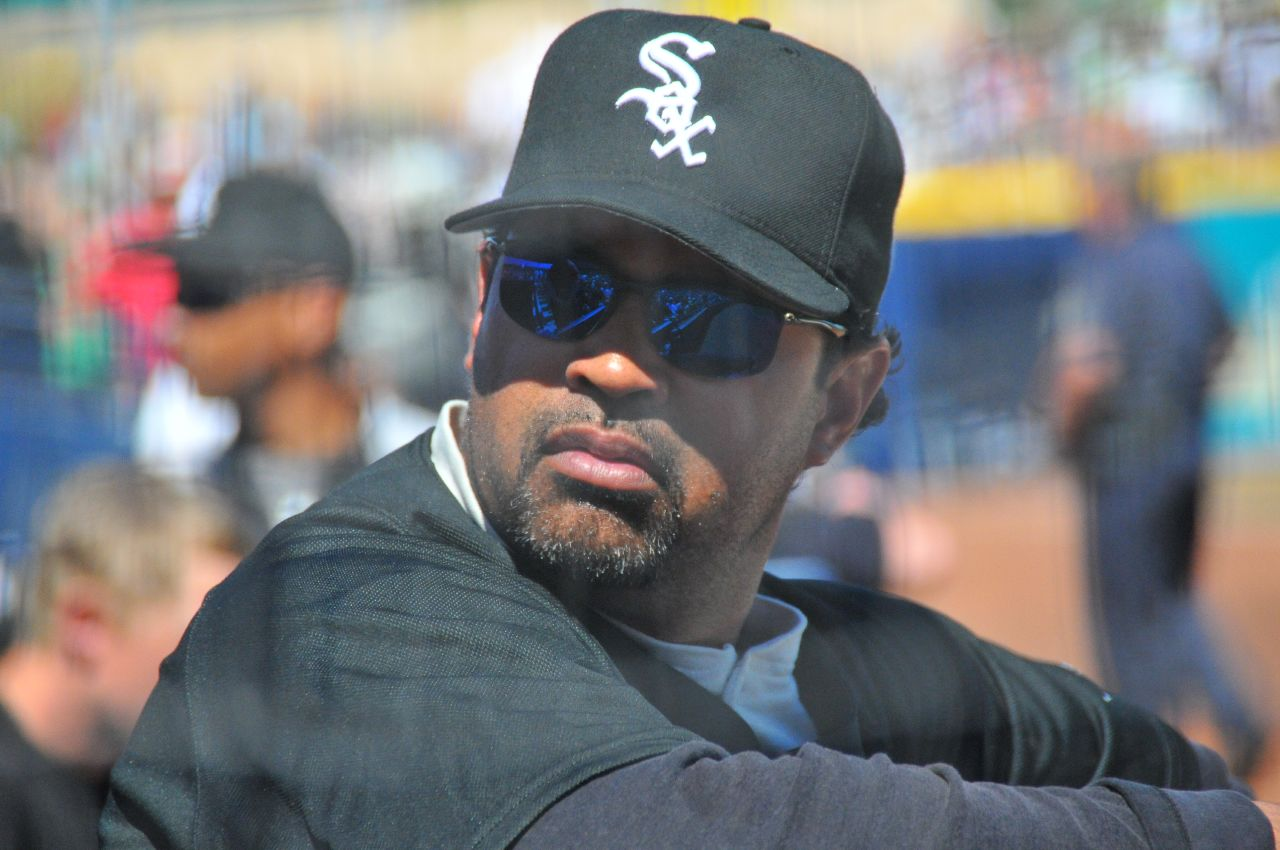
2008년의 기옌

자신의 선수 경력에 이어 기옌은 화이트삭스 감독으로서 제리 매뉴얼을 대체하는 데 자신이 오프시즌에 기용되기 전에 2001년 몬트리올 엑스포스, 그리고 2003년 월드 시리즈 챔피언 플로리다 말린스의 코치를 맡았다. 그는 2004년 4월 13일 U.S. 셀룰러 필드에서 감독으로서 자신의 첫 경기 전에 소개되었을 때 37,706명의 시카고 시민들의 관중으로부터 기립 박수를 받았다. 2005년 5월 30일 화이트삭스는 기옌의 계약을 연장하여 팀이 메이저 리그에서 33 승 17 패의 최고 기록을 가졌던 동안 움직였다.
2005년 그는 화이트삭스를 1959년 이래 그들의 첫 아메리칸 리그 페넌트, 그리고 휴스턴 애스트로스를 상대로 4개 경기 전승과 함께 1917년 이래 그들의 첫 월드 시리즈 우승으로 이끌었다. 기옌은 화이트삭스가 월드시리즈를 이겨야 할 2005년 시즌 후에 자신이 은퇴할 것을 주장하였으나 월드 시리즈 축제 행렬에서 그는 다음 시즌을 감독하는 데 자신이 돌아올 것을 공고했을 때 팬들로부터 응원들을 받았다. 화이트삭스는 그의 계약에 2006년 옵션을 선택하여 2년 더 세월을 추가하였고 2009년 시즌을 위한 옵션을 포함하였다. 11월 기옌은 미국야구기자협회에 의하여 올해의 아메리칸 리그 감독 상을 위하여 투표되었다.
2009년 9월 4일 화이트삭스가 보스턴 레드삭스를 12 대 2로 꺾으면서 기옌은 화이트삭스의 감독으로서 자신의 500번째 경기를 우승하였다. 기옌은 자신이 2003년 약물 명단이 출시되어야 하는 것에 느끼는 것을 공개적으로 언급하였다.
화이트삭스의 총지배인 케니 윌리엄스와 개인적 곤란들은 말린스를 감독하는 데 화이트삭스가 기옌을 그의 계약으로부터 나가는 것을 허용하려고 했던 2010년 10월로 돌아가는 사색으로 이끌었다. 2011년 9월 26일 화이트삭스와 함께 처리된 계약 연장을 얻는 무능은 화이트삭스가 2012년 시즌에서 기옌이 감독해야 할 배상을 받을 권리를 유지하면서 결국적으로 그의 포지션으로부터 나가는 것으로 이끌었다. 그는 678 승 617 패의 기록과 함께 끝냈다.

### 마이애미 말린스
2011년 9월 28일 마이애미 말린스는 기옌을 자신들의 새로운 감독으로서 소개하였다. 로빈 벤투라는 화이트삭스의 감독으로서 기옌을 대체하였다. 기옌이 화이트삭스와 함께 자신의 계약에 1년이 남으면서 말린스에 의하여 기옌의 기용을 위한 배상으로서 말린스는 얀 마리녜스와 오스발도 마르티네스를 화이트삭스로 보냈다.
말린스는 자신들의 새 구장 말린스 파크에서 자신들의 첫해에 싸우는 데 기대되었다. 하지만 6월 8일 ~ 18일은 효과적으로 그들의 시즌을 끝냈고, 말린스는 한 세기의 시작 이래 자신들의 최악의 시즌으로 69 승 93 패로 끝났다. 2012년 10월 23일 기옌은 피델 카스트로에 관하여 어떤 염증을 일으키는 소감들을 만든 후에 자신의 계약에 3년이 남아있음에 불구하고 말린스로부터 종결되었다.
2016년 2월 기옌은 2016년 ~ 17년 시즌을 위하여 베네수엘라에서 티부로네스 델 라 구아이라를 감독하는 데 기용되었다.

## 방송 경력
2013년 기옌은 ESPN 스포츠 (스페인어)에 가입하여 야구 분석가와 토크쇼 토론자로 일하였다. 그는 현재 화이트삭스 경기들 전후의 NBC 스포츠 시카고를 위한 스튜디오 분석가이다.

## 개인 생활
1983년 기옌은 이비스 카르데나스와 결혼하였다. 그들은 3명의 아들 - 아지 주니어 (1985년 생), 오네이 (1986년 생)와 오스네이 (1992년 생)를 두었다. 아지 주니어는 네바다주 라스베이거스에서, 그의 동생들은 베네수엘라에서 태어났다. 2006년 1월 기옌이 42세가 되었을 때 그와 그의 부인과 아들 오네이는 귀화한 미국 시민들이 되었다. 아지 주니어는 화이트삭스 라디오 네트워크에 스페인어 지도 방송인이다.
그는 또한 전 화이트삭스 동료 선수 스콧 래딘스키의 자형이다.